# Canthophorus dubius
Canthophorus dubius – gatunek pluskwiaka z podrzędu różnoskrzydłych i rodziny ziemikowatych.

## Morfologia
Ciało imagines długości 6 do 8 mm, owalne z fioletowo-niebieskim, metalicznym połyskiem. Na przedpleczu obecne jest płytkie, poprzeczne wgłębienie, które zwykle wyraźne jest tylko po bokach, ale u niektórych okazów występuje ono też pośrodku, czym przypomina C. impressus. Wezyka samców o spikuli krótkiej i lekko wygiętej. Ścianka komory genitalnej samic z szerokimi sklerytami, które w górnej części są kanciaste bądź szeroko zaokrąglone. Larwy mają wyraźnie czerwony odwłok

## Ekologia
Owad termofilny. Do roślin żywicielskich należą leńce, żmijowiec zwyczajny, szałwia łąkowa, bylica piołun i macierzanka piaskowa. Zimują imagines.

## Występowanie
Gatunek zachodniopalearktyczny. Wykazany został z Albanii, Austrii, Bośni i Hercegowiny, Bułgarii, Chorwacji, Czech, europejskiej Turcji, Francji, Grecji, Hiszpanii, byłej Jugosławii, Liechtensteinu, Macedonii Północnej, Mołdawii, Niemiec, Polski, Rumunii, Słowacji, Słowenii, Szwajcarii, Ukrainy, Węgier i Włoch. Niepewne dane pochodzą z Litwy i Cypru.